# Zoey 101: Music Mix
Zoey 101: Music Mix è il primo album ricavato dalle varie colonne sonore della serie televisiva Zoey 101.

## Tracce
1. Jamie Lynn Spears – Follow Me
2. Good Charlotte – Predictable
3. The Piper Downs – Louder
4. Train – Calling All Angels
5. Jonas Brothers – Mandy
6. The Go Go's – Vacation
7. Saucy Monky – Permanent Midnite
8. Gin Blossoms – Found Out About You
9. Drake Bell – Highway to Nowhere
10. Toad the Wet Sprocket – All I Want
11. Odds Against Tomorrow – It's True
12. Backhouse Mike – Okay